# Italian International 2010
Die Italian International 2010 im Badminton fanden vom 14. Dezember bis zum 17. Dezember 2010 in Rom statt. Das Preisgeld betrug 15.000 US-Dollar. Das Turnier hatte damit ein BWF-Level von 4A.

## Sieger und Platzierte
| Disziplin    | Gold                          | Silber                                  | Bronze                           |
| ------------ | ----------------------------- | --------------------------------------- | -------------------------------- |
| Herreneinzel | Przemysław Wacha              | Pablo Abián                             | Matthieu Lo Ying Ping            |
| Herreneinzel | Przemysław Wacha              | Pablo Abián                             | Yuhan Tan                        |
| Dameneinzel  | Olga Konon                    | Carolina Marín                          | Tatjana Bibik                    |
| Dameneinzel  | Olga Konon                    | Carolina Marín                          | Linda Zechiri                    |
| Herrendoppel | Anthony Clark Chris Langridge | Vladimir Ivanov Ivan Sozonov            | Chris Adcock Andrew Ellis        |
| Herrendoppel | Anthony Clark Chris Langridge | Vladimir Ivanov Ivan Sozonov            | Joel Johansson-Berg Imam Sodikin |
| Damendoppel  | Selena Piek Iris Tabeling     | Małgorzata Kurdelska Natalia Pocztowiak | Tatjana Bibik Olga Golovanova    |
| Damendoppel  | Selena Piek Iris Tabeling     | Małgorzata Kurdelska Natalia Pocztowiak | Sanne Ekberg Amanda Högström     |
| Mixed        | Chris Adcock Imogen Bankier   | Gert Künka Amanda Högström              | Stilijan Makarski Diana Dimova   |
| Mixed        | Chris Adcock Imogen Bankier   | Gert Künka Amanda Högström              | Łukasz Moreń Natalia Pocztowiak  |

## Finalresultate
| Disziplin    | Sieger                        | Finalist                                | Ergebnis     |
| ------------ | ----------------------------- | --------------------------------------- | ------------ |
| Herreneinzel | Przemysław Wacha              | Pablo Abián                             | 21-13, 21-16 |
| Dameneinzel  | Olga Konon                    | Carolina Marín                          | 22-20, 21-14 |
| Herrendoppel | Anthony Clark Chris Langridge | Vladimir Ivanov Ivan Sozonov            | 21-14, 21-19 |
| Damendoppel  | Selena Piek Iris Tabeling     | Malgorzata Kurdelska Natalia Pocztowiak | 21-15, 21-9  |
| Mixed        | Chris Adcock Imogen Bankier   | Gert Künka Amanda Högström              | 21-14, 21-15 |